# Broussard (Louisiane)
Pour les articles homonymes, voir Broussard.
Broussard est une ville de l'État américain de Louisiane située dans la paroisse de Lafayette et la paroisse de Saint-Martin. Elle couvre une superficie d'environ 29,6 km2.
Selon un recensement de 2011, sa population était de 8 302 habitants.

## Historique
Initialement nommé Côte Gelée en raison de sa zone vallonnée et de l'hiver rigoureux de 1784, la ville de Broussard a été fondée en 1884. Elle a été nommée en l'honneur de Valsin Broussard, un important marchand local, qui a formé la première Commission Vigilante lorsque son propre magasin a été pillé. Il était un descendant direct de Joseph Gaurhept Broussard dit Beau Soleil, l'un des premiers 200 Acadiens arrivés en Louisiane le 27 février 1765 à bord du vaisseau Saint-Domingue.

## Ressources
Les ressources agricoles primaires incluent la canne à sucre, le soja et la production du foin, ainsi que l'élevage de chevaux et de bétail. Les principales industries se composent de sociétés de services pétroliers et gaziers, distributeurs alimentaires, aménagements immobiliers et manufacturiers.

## Démographie
| Groupe            | Broussard | Louisiane | États-Unis |
| ----------------- | --------- | --------- | ---------- |
| Blancs            | 80,0      | 62,7      | 72,4       |
| Afro-Américains   | 15,9      | 32,0      | 12,6       |
| Métis             | 1,4       | 1,6       | 2,9        |
| Asiatiques        | 1,3       | 1,6       | 4,8        |
| Autres            | 1,2       | 1,6       | 6,4        |
| Amérindiens       | 0,3       | 0,7       | 0,9        |
| Total             | 100       | 100       | 100        |
|                   |           |           |            |
| Latino-Américains | 2,7       | 4,3       | 16,7       |

Selon l'American Community Survey pour la période 2011-2015, 88,46 % de la population âgée de plus de 5 ans déclare parler l'anglais à la maison, 6,82 % déclare parler le français, 3,50 % l'espagnol et 1,22 % une autre langue.

## Jumelages
- Cap-Pelé (Canada) (de 1984 à 1985)[5]